# Práxedis G. Guerrero (Chihuahua)
Práxedis G. Guerrero es una población del estado mexicano de Chihuahua, situada en la frontera con Estados Unidos y muy cercana a Ciudad Juárez. Es cabecera del municipio de Práxedis G. Guerrero y tiene una población de 3431 hab.
Práxedis G. Guerrero fue fundado en el año de 1849, con el nombre de San Ignacio, por el presbítero Ramón Ortiz, que se estableció en ese punto junto con vecinos procedentes de Texas y Nuevo México, que ante su anexión a los Estados Unidos por el Tratado de Guadalupe-Hidalgo no quisieron perder su nacionalidad mexicana. En diciembre de 1933 el Congreso de Chihuahua modificó su nombre por el Práxedis G. Guerrero, en honor al general revolucionario del mismo nombre Práxedis Gilberto Guerrero, que murió en la batalla de Janos el 29 de diciembre de 1910.
En la actualidad Práxedis es una población pequeña dedicada principalmente a la agricultura en el Valle de Juárez; su cercanía con Ciudad Juárez ha diversificado sus actividades aunque también ha generado una importante migración sobre todo de las generaciones más jóvenes.